# Valis
Els valis (en llatí: Valii o Vali, en grec antic Οὑάλοι) eren un poble de la Sarmàcia asiàtica, que vivia entre el Caucas i el riu Volga segons diu Plini el Vell. També menciona aquest poble Claudi Ptolemeu.